# ベンジャミン・ディスキン
ベンジャミン・アイサック・ディスキン（Benjamin Isaac Diskin、1982年8月25日 - ）は、アメリカ合衆国の男性声優、元子役。アメリカ合衆国・カリフォルニア州ロサンゼルス出身。

## 人物
子役としてデビュー。9歳の頃に『キンダガートン・コップ』に（メインキャラクターではなかったが）シルヴェスター役で出演したことが評価され、若手アーティスト賞を受賞した。
それ以降は声優活動にも精を出しており、当時アメリカで人気を博していた『ヘイ・アーノルド!』のユージーン役、『スペクタキュラー・スパイダーマン』のエディ・ブロック / ヴェノム役、『NARUTO -ナルト- 疾風伝』のサイ役の吹き替えをしたことで脚光を浴びるようになった。
さらにはゲームキャラクターの声優としても活動している。「キングダム ハーツ シリーズ」のヤング・ゼアノート役、『ロックマン11 運命の歯車!!』のロックマン役が主にあげられる。

## 出演作品

### 国内アニメ
2007年
- BLOOD+（宮城カイ）

2008年
- スティッチ!（スティッチ、試作品627号）

2010年
- NARUTO -ナルト- 疾風伝（サイ）

2011年
- BLEACH（アビラマ・レッダー、ザエルアポロ・グランツ）

2013年
- デジモンクロスウォーズ（シャウトモン / オムニシャウトモン〈オメガシャウトモン〉、キュートモン）
- キルラキル（宝多金男、袋田隆治[注釈 1]）
- ブラッドラッド（ウルフ）
- セーラームーン（海野ぐりお[注釈 2]）

2015年
- アルドノア・ゼロ（ジョン・ヒュームレイ）
- ジョジョの奇妙な冒険 1st Season（ジョセフ・ジョースター）

2019年
- 新世紀エヴァンゲリオン（相田ケンスケ）

2021年
- 黒子のバスケ（青峰大輝）

### 海外アニメ
- ヘイ・アーノルド!（ユージーン・ホロウィッツ）
- KND ハチャメチャ大作戦（ナンバー1、ナンバー2 他）
- ビリー&マンディ（ナンバー1、ナンバー2）
- スペクタキュラー・スパイダーマン（エディ・ブロック / ヴェノム）
- ヤング・ジャスティス（ハーム / ビリー・ヘイズ、オリオン）
- マペット・ベビー（ゴンゾ、リゾ、惑星ゴンゾ、ノーマンおじさん 他）
- スター・ウォーズ: バッド・バッチ（AZI-3）

### ゲーム
2003年
- ラチェット&クランク2 ガガガ!銀河のコマンドーっす（スチュワート・ズルコ）

2007年
- ローグギャラクシー（ジュピス・トゥーキー・マクガネル）

2011年
- ナルト 疾風伝 ナルティメットインパクト（サイ）

2012年
- NARUTO－ナルト－疾風伝 ナルティメットストーム ジェネレーション（サイ）
- キングダム ハーツ 3D ［ドリーム ドロップ ディスタンス］（ヤング・ゼアノート）
- Halo 4（ジャレット・ミラー）

2014年
- キングダム ハーツ HD 2.5 リミックス（ヤング・ゼアノート）

2015年
- ゼノブレイドクロス（男性アバター[注釈 3]）

2017年
- ぷよぷよテトリス（シグ、レムレス）
- マーベル VS. カプコン:インフィニット（ノヴァ）

2018年
- BLAZBLUE CROSS TAG BATTLE（メルカヴァ）
- ロックマン11 運命の歯車!!（ロックマン）

2019年
- キングダム ハーツIII（ヤング・ゼアノート）
- Friday The 13th The Game

2020年
- アンダーナイトインヴァース エクセレイト クレア（メルカヴァ）